# Провулок Людмили Гурченко
Провулок Людмили Гурченко — провулок у Шевченківському районі Харкова. Довжина 110 метрів. Починається від провулку Кравцова, йде на північ, закінчуючись у середині кварталу розгалуженими проїздами.

## Історія
Провулок заснований у кінці XVIII — на початку XIX століття, деякий час він залишався безіменним. Перша назва провулка — Харинський, по прізвищу Олександри Гаврилівни Хариної, яка оселилася тут у 1870-х роках. О. Г. Харина, вдова надвірного радника, відома в Харкові своєю громадською діяльністю, була опікункою двох жіночих гімназій. Їй належав будинок (нині № 3-Б), спроєктований у вигляді замку з вежею, архітектор, імовірно, Олександр Гірш.
В 1920 році в цьому будинку розмістилася Всеукраїнська кооперативна спілка споживчих товариств, тут же оселився її голова Іван Адамович Саммер. Після його смерті провулок назвали Саммеровським. У роки німецької окупації (1942—1943) провулку повертали первісну назву. В 2015 році Саммеровський провулок перейменували на честь радянської акторки та співачки Людмили Гурченко.
У 2016 році на одному з будинків на початку провулку намальовано мурал на честь Людмили Гурченко.

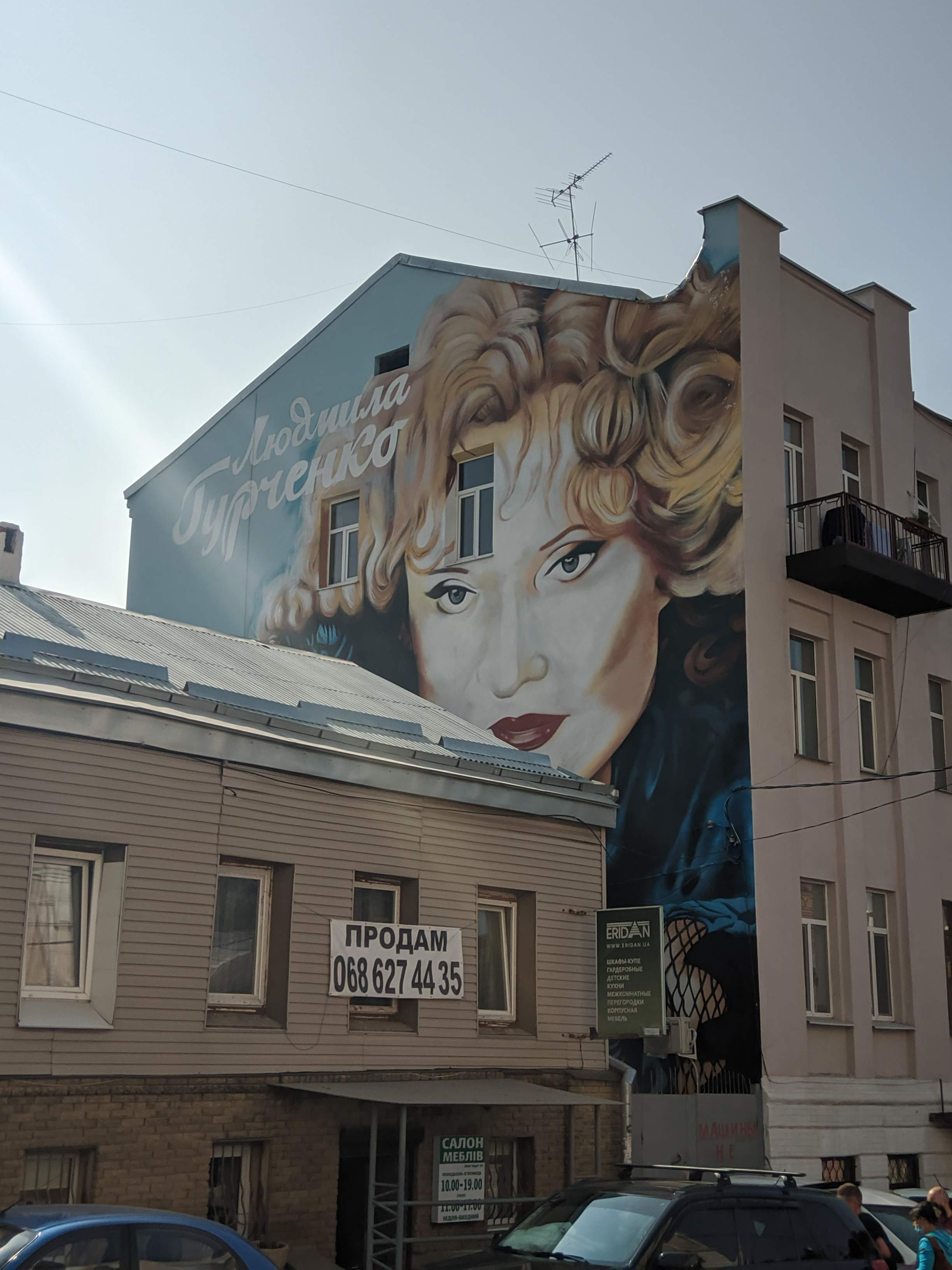
Мурал на честь Людмили Гурченко

## Будівлі
- Будинок № 1 — Пам'ятка архітектури Харкова, охоронний № 441. Житловий будинок, 2-а пол. XIX століття.
- Будинки № 3, 3-Б — Пам'ятка архітектури Харкова, охоронний № 442. Житловий будинок, 2-а пол. XIX століття, архітектор, імовірно, О. К. Гірш.

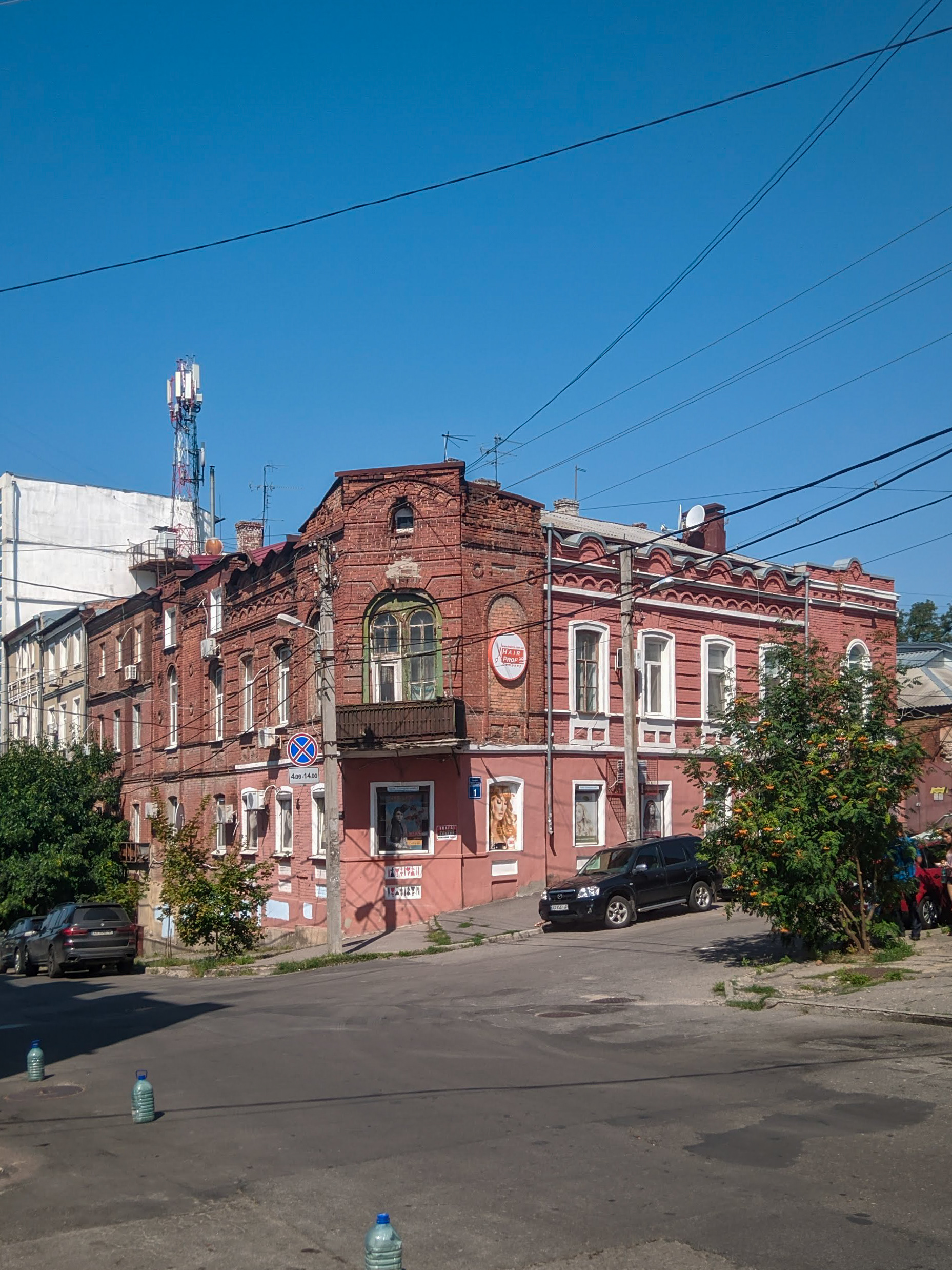
Будинок №1
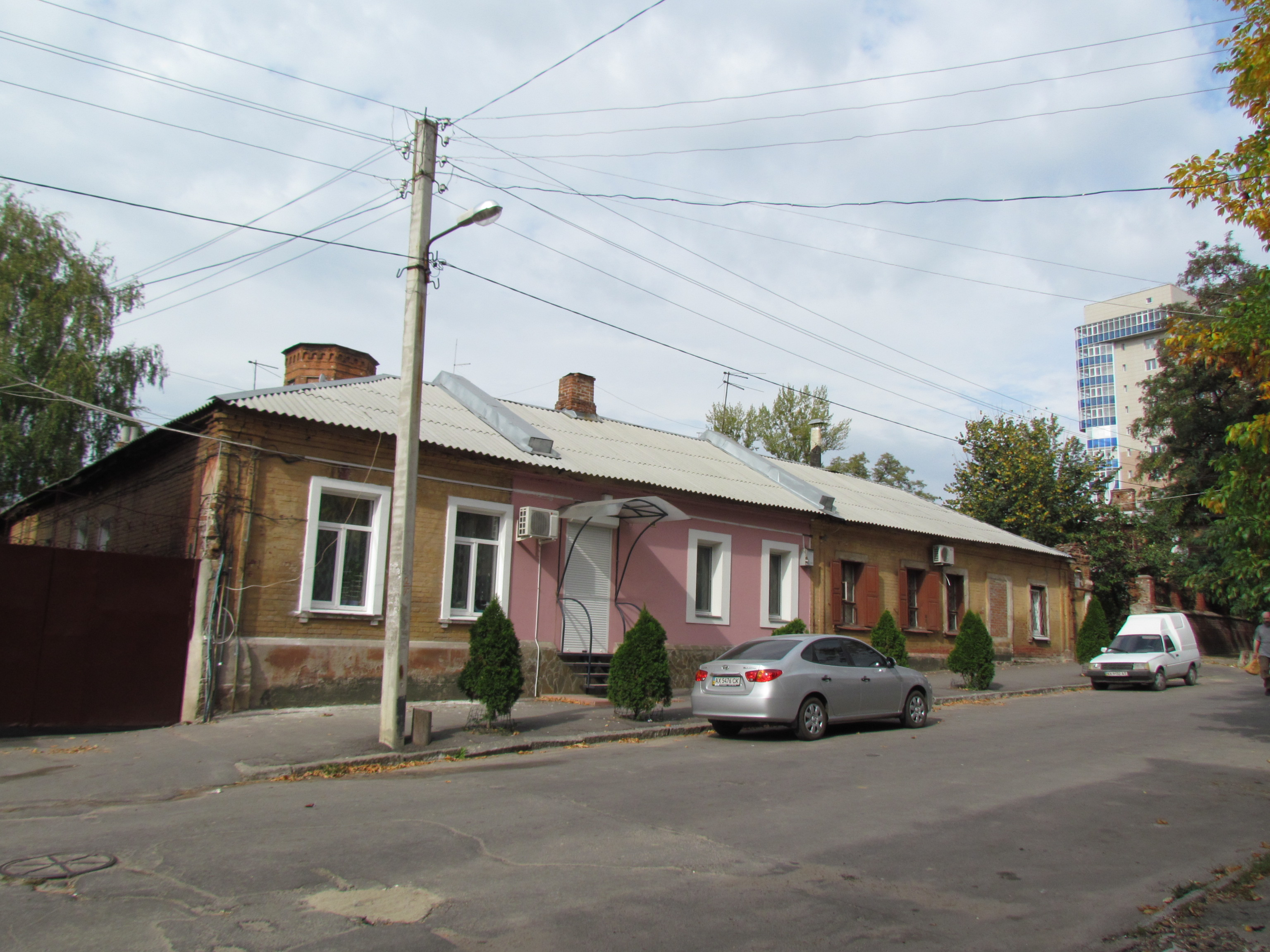
Будинок №3
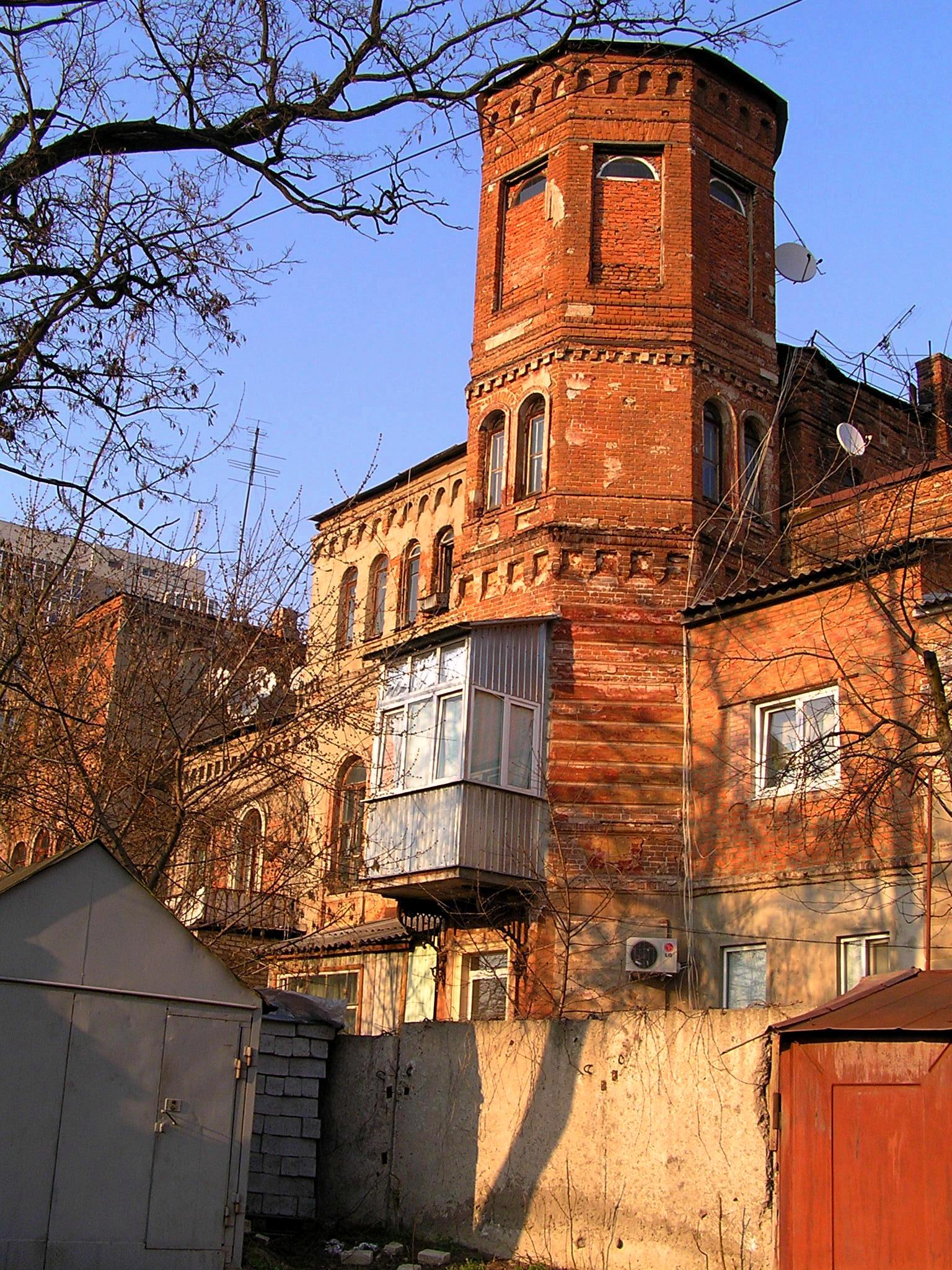
Будинок №3-Б